# Crkva sv. Marije Magdalene (Hum Bistrički)
Crkva sv. Marije Magdalene je rimokatolička crkva u mjestu Hum Bistrički, općini Marija Bistrica, zaštićeno kulturno dobro.

## Opis dobra
Crkva sv. Antuna nalazi se na brdu u selu Hršak Breg, udaljenog dva kilometara od Krapinskih Toplica. Pravilno orijentirana, blago izduženog broda i peterostranog svetišta izgrađena je 1899. g. Historicističkih stilskih obilježja s elementima neogotike i neoromanike te unutarnjim oslikom i neostilskim inventarom čini skladnu cjelinu. Crkva istog titulara prvi put se spominje u kanonskoj vizitaciji iz 1676. g. kao „drvena kapela“.

## Zaštita
Pod oznakom Z-3518 zavedena je kao nepokretno kulturno dobro - pojedinačno, pravnog statusa zaštićena kulturnog dobra, klasificirano kao "sakralna graditeljska baština".